# Lista de municípios de Mato Grosso do Sul por PIB (2016)
Esta página contém uma lista de Produto Interno Bruto (PIBs) municipais de Mato Grosso do Sul. A lista é ocupada pelos municípios sul-mato-grossenses em relação ao Produto Interno Bruto (PIB) a preços correntes em 2016, segundo o Instituto Brasileiro de Geografia e Estatística (IBGE).
O Mato Grosso do Sul é um das 27 unidades federativas do Brasil dividido em 79 municípios. Destes, o mais rico é a capital Campo Grande com mais de 20 bilhões de reais de PIB. Em seguida, vêm Três Lagoas e Dourados com mais de 7 bilhões cada. Já Corumbá, Ponta Porã e Maracaju possuem PIB de mais de 2 bi. Todos os 20 primeiros colocados tem PIB acima de R$ 800 milhões.

## 20 maiores

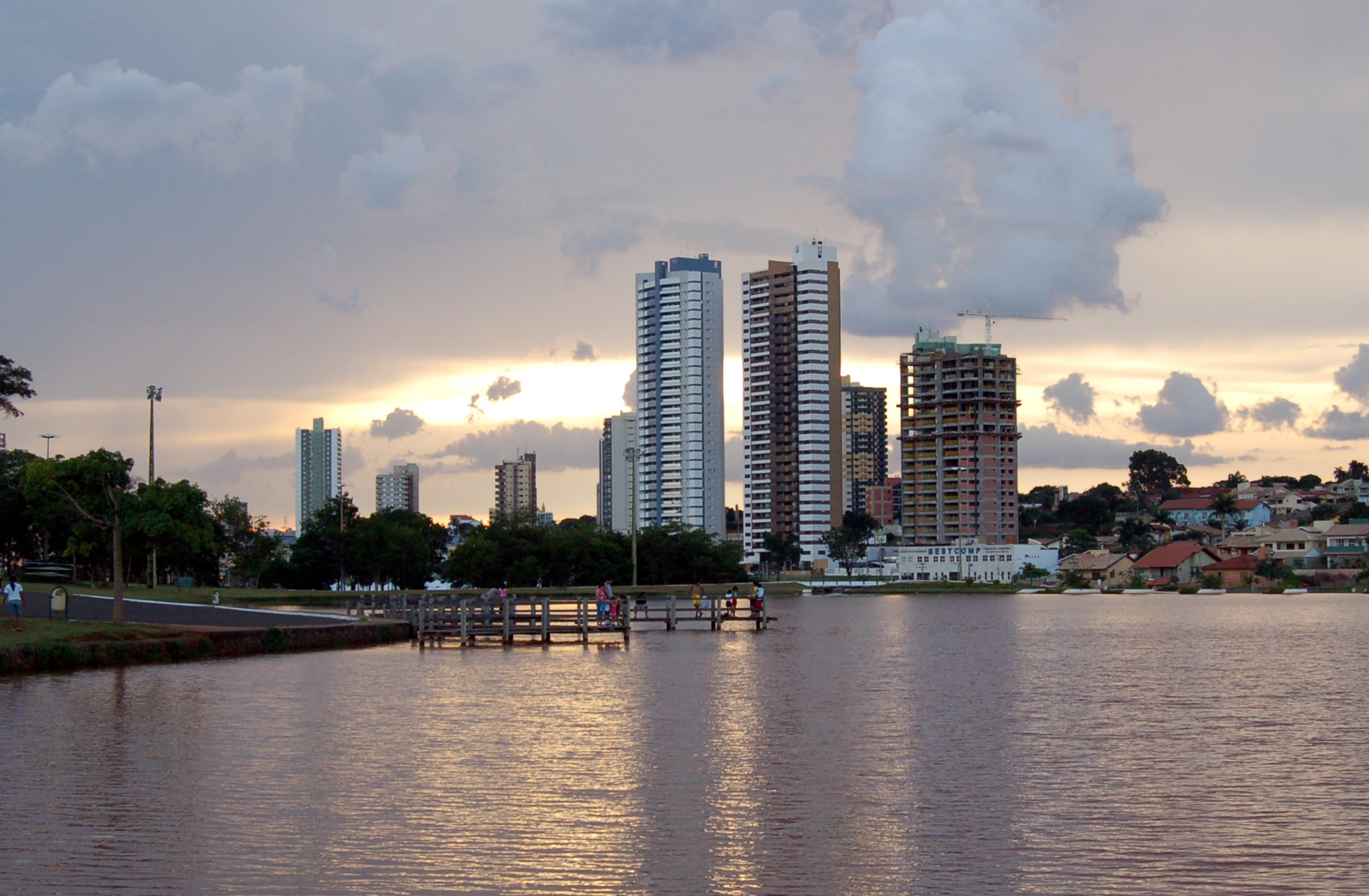
, primeira colocada

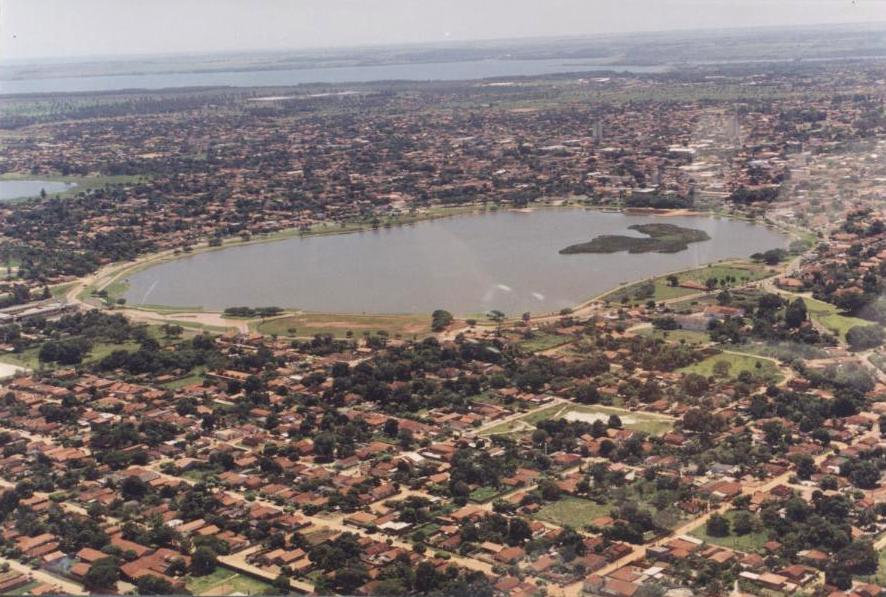
, segunda colocada

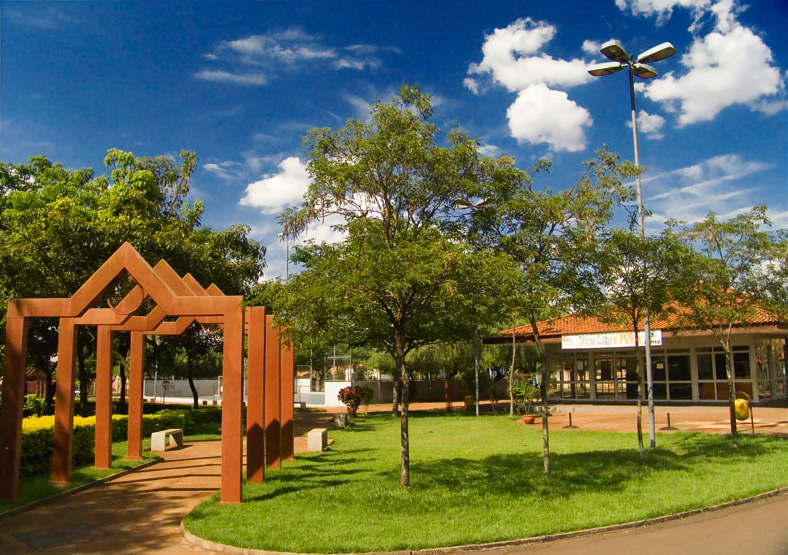
, terceira colocada

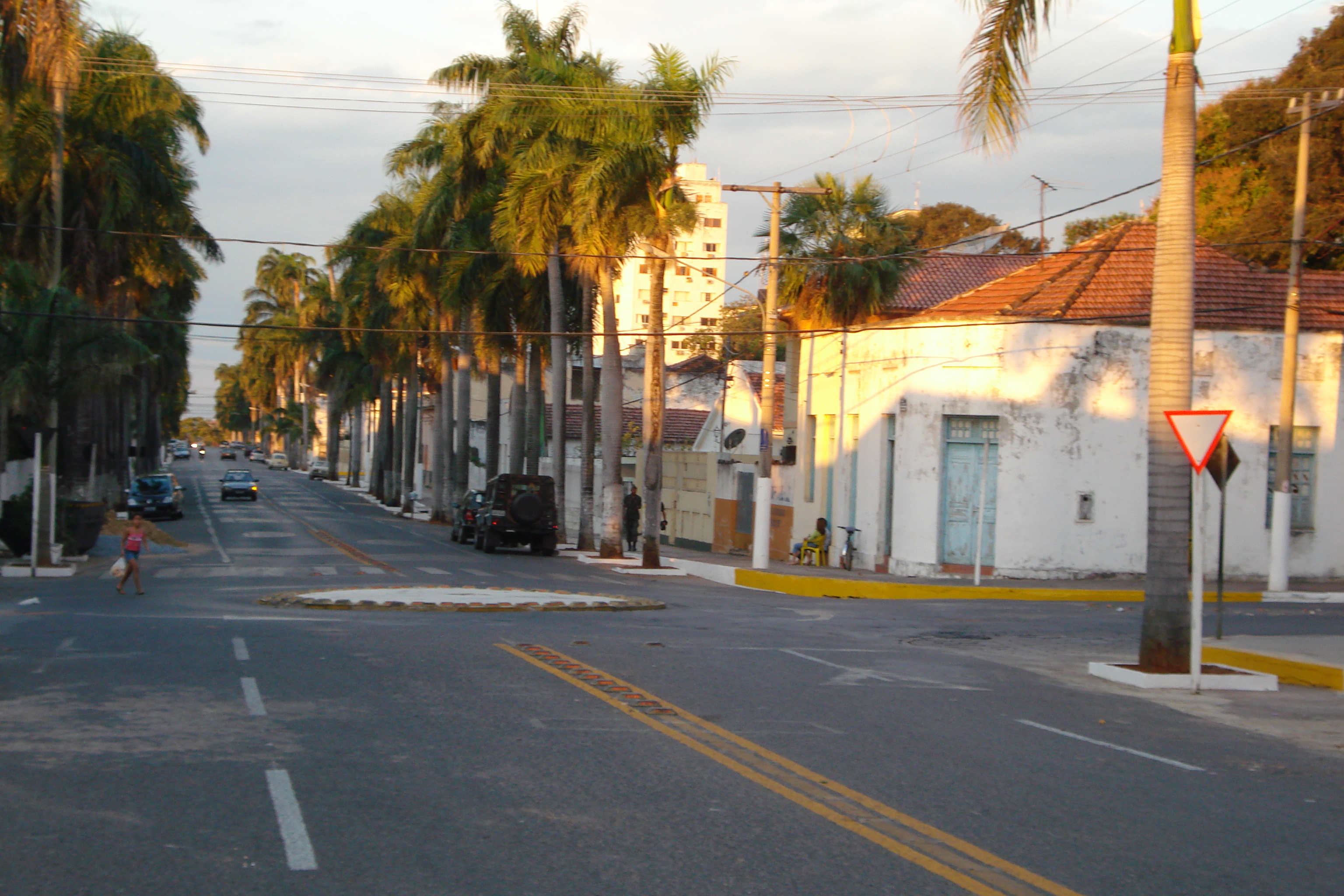
, quarta colocada

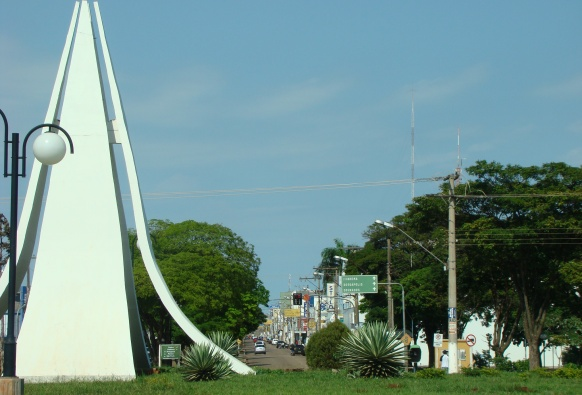
, nona colocada

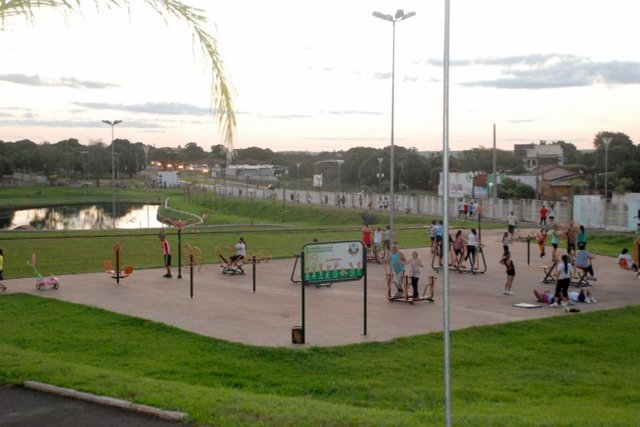
, décima segunda colocada

| Posição | Posição | Município            | Microrregião   | PIB (R$ 1.000)              | Per Capita (R$)            |
| Em 2015 | Em 2014 | Município            | Microrregião   | PIB (R$ 1.000)              | Per Capita (R$)            |
| ------- | ------- | -------------------- | -------------- | --------------------------- | -------------------------- |
| —       | —       | Mato Grosso do Sul   | —              | 83.082.000 (total estadual) | 31.337,22 (média estadual) |
| 1       | (0)     | Campo Grande         | Campo Grande   | 24.257.415                  | 28.417,05                  |
| 2       | (0)     | Três Lagoas          | Três Lagoas    | 7.860.658                   | 69.184,36                  |
| 3       | (0)     | Dourados             | Dourados       | 7.284.223                   | 34.219,12                  |
| 4       | (0)     | Corumbá              | Baixo Pantanal | 2.733.152                   | 25.154,17                  |
| 5       | (0)     | Ponta Porã           | Dourados       | 2.254.980                   | 26.003,89                  |
| 6       | (1)     | Maracaju             | Dourados       | 2.054.936                   | 47.702,68                  |
| 7       | (2)     | Rio Brilhante        | Dourados       | 1.682.083                   | 48.369,08                  |
| 8       | (2)     | Selvíria             | Paranaíba      | 1.590.081                   | 246.333,22                 |
| 9       | (1)     | Nova Andradina       | Nova Andradina | 1.567.444                   | 30.798,82                  |
| 10      | (0)     | Chapadão do Sul      | Cassilândia    | 1.508.722                   | 66.698,60                  |
| 11      | (2)     | São Gabriel do Oeste | Alto Taquari   | 1.375.410                   | 55.056,06                  |
| 12      | (1)     | Naviraí              | Iguatemi       | 1.353.132                   | 26.256,56                  |
| 13      | (1)     | Sidrolândia          | Campo Grande   | 1.330.264                   | 25.903,29                  |
| 14      | (0)     | Costa Rica           | Cassilândia    | 1.294.349                   | 66.349,68                  |
| 15      | (2)     | Nova Alvorada do Sul | Dourados       | 1.138.098                   | 57.900,81                  |
| 16      | (1)     | Paranaíba            | Paranaíba      | 1.104.587                   | 26.619,77                  |
| 17      | (1)     | Caarapó              | Dourados       | 1.066.308                   | 37.497,20                  |
| 18      | (10)    | Água Clara           | Três Lagoas    | 880.144                     | 60.808,64                  |
| 19      | (0)     | Ribas do Rio Pardo   | Campo Grande   | 876 093                     | 37.816,40                  |
| 20      | (2)     | Aquidauana           | Aquidauana     | 807.376                     | 17.119,21                  |

## Demais municípios
| Posição | Município                | PIB (R$ 1.000,00) |
| ------- | ------------------------ | ----------------- |
| 21      | Aparecida do Taboado     | 801.610           |
| 22      | Ivinhema                 | 796.100           |
| 23      | Coxim                    | 787.778           |
| 24      | Amambai                  | 784.670           |
| 25      | Bataguassu               | 617.136           |
| 26      | Sonora                   | 589.396           |
| 27      | Itaporã                  | 578.065           |
| 28      | Brasilândia              | 568.188           |
| 29      | Bonito                   | 561.974           |
| 30      | Angélica                 | 538.032           |
| 31      | Cassilândia              | 474.105           |
| 32      | Aral Moreira             | 457.096           |
| 33      | Jardim                   | 456.306           |
| 34      | Itaquiraí                | 455.012           |
| 35      | Paraíso das Águas        | 440.522           |
| 36      | Miranda                  | 432.659           |
| 37      | Bela Vista               | 418.227           |
| 38      | Rio Verde de Mato Grosso | 400.195           |
| 39      | Anastácio                | 394.230           |
| 40      | Terenos                  | 393.922           |
| 41      | Mundo Novo               | 384.329           |
| 42      | Laguna Carapã            | 379.429           |
| 43      | Iguatemi                 | 364.724           |
| 44      | Fátima do Sul            | 356.850           |
| 45      | Camapuã                  | 355.079           |
| 46      | Dois Irmãos do Buriti    | 312.968           |
| 47      | Batayporã                | 297.881           |
| 48      | Porto Murtinho           | 291.671           |
| 49      | Bandeirantes             | 287.181           |
| 50      | Eldorado                 | 287.105           |
| 51      | Ladário                  | 280.338           |
| 52      | Santa Rita do Pardo      | 238.991           |
| 53      | Nioaque                  | 230.315           |
| 54      | Inocência                | 229.051           |
| 55      | Deodápolis               | 225.831           |
| 56      | Bodoquena                | 196.867           |
| 57      | Pedro Gomes              | 196.530           |
| 58      | Guia Lopes da Laguna     | 193.930           |
| 59      | Jateí                    | 192.833           |
| 60      | Antônio João             | 191.645           |
| 61      | Sete Quedas              | 187.857           |
| 62      | Anaurilândia             | 184.053           |
| 63      | Coronel Sapucaia         | 177.157           |
| 64      | Tacuru                   | 175.809           |
| 65      | Juti                     | 171.197           |
| 66      | Vicentina                | 169.344           |
| 67      | Alcinópolis              | 161.727           |
| 68      | Glória de Dourados       | 160.423           |
| 69      | Jaraguari                | 154.020           |
| 70      | Paranhos                 | 145.315           |
| 71      | Rochedo                  | 139.886           |
| 72      | Novo Horizonte do Sul    | 138.713           |
| 73      | Caracol                  | 106.179           |
| 74      | Douradina                | 103.512           |
| 75      | Corguinho                | 99.761            |
| 76      | Rio Negro                | 91.812            |
| 77      | Taquarussu               | 89.614            |
| 78      | Figueirão                | 85.452            |
| 79      | Japorã                   | 82.277            |